# (14533) Roy
(14533) Roy ist ein Asteroid des Hauptgürtels, der am 24. August 1997 vom französischen Amateurastronomen Pierre Antonini an seinem privaten Observatoire de Bédoin in Bédoin (IAU-Code 132) im französischen Département Vaucluse entdeckt wurde. Erste Sichtungen des Asteroiden hatte es bereits im September 1927 unter der vorläufigen Bezeichnung 1927 RG3 an der Landessternwarte Heidelberg-Königstuhl gegeben.
(14533) Roy wurde am 26. Juli 2000 nach dem französischen Amateurastronomen René Roy (* 1938) benannt.